# Гибсон, Дафф
Дафф Гибсон (англ. Duff Gibson; 11 августа 1966, Вон) — канадский скелетонист, выступавший за сборную Канады с 1999 года по 2006. Участвовал в двух зимних Олимпиадах, в Солт-Лейк-Сити занял лишь десятое место, в то время как в Турине удостоился золотой награды, менее чем на пол секунды опередив своего соотечественника Джеффа Пэйна. Эта победа сделала его самым возрастным канадцем в истории зимних Олимпиад, получившим золотую медаль (предыдущий рекорд принадлежал хоккеисту Элу Макиннису, на момент получения медали тому было 39 лет). Кроме того, Гибсон стал самым возрастным спортсменом за всю историю зимних Олимпиад, выигравшим золотую медаль в индивидуальных видах спорта (ранее это звание носил 35-летний норвежский биатлонист Магнар Сольберг, победивший в забеге на 20 км в Саппоро.
Гибсон дважды стоял на подиуме Чемпионатов мира, получив золотую медаль в 2004 году и бронзовую в 2005-м. Лучший результат на Кубке мира — вторая позиция в сезоне 2003/04.
Завершил карьеру в 2006 году, сразу после Олимпиады в Турине. В октябре 2009 года совместно с политиком Стивеном Льюисом основал благотворительный фонд по сбору средств для борьбы со СПИДом, поразившим жителей южной Африки. В рамках благотворительной акции «A Dare to Remember (недоступная ссылка)» золотой медалист, держа 20-литровую канистру, пробежал дистанцию приблизительно в 12 км, преодолев путь от Канадского олимпийского парка до школы своего сына в Калгари.
При создании пиктограммы скелетона для Олимпийских игр в Ванкувере была использована фотография соревнующегося Даффа Гибсона.
Вне спорта Гибсон работает пожарным в Международном аэропорту Калгари.